# José Jabardo
Jabardo  Zaragoza est un nom espagnol. Le premier nom de famille, en général paternel, est Jabardo ; le second, en général maternel, souvent omis, est Zaragoza.
José Jabardo Zaragoza (né le 3 février 1915 à Azuqueca de Henares et mort le 12 avril 1986 à Benidorm) est un coureur cycliste espagnol. Il a remporté une étape du Tour d'Espagne 1942, après avoir terminé sur le podium final de l'édition 1941.

## Palmarès
- 1941
  - 2e du Tour de Navarre
  - 3e du Tour d'Espagne
- 1942
  - 3e étape du Tour d'Espagne
  - 3e de la Subida al Naranco
  - 6e du Tour d'Espagne

## Résultats sur les grands tours

### Tour d'Espagne
2 participations
- 1941 : 3e
- 1942 : 6e, vainqueur de la 3e étape